# Loch Langavat (Lewis)
Loch Langavat is een Schots meer op het eiland Lewis. Het meer is elf kilometer lang en heeft een oppervlakte van 906,5 hectare (9,06 km²). De maximale diepte is dertig meter en het meer ligt 33 meter boven de zeespiegel. Het meer bevat aanzienlijke hoeveelheden zalm. Er zijn nog drie andere, kleinere meren op de Buiten-Hebriden met dezelfde naam.